# El sodero de mi vida
El sodero de mi vida è una sitcom argentina trasmessa dal 5 marzo 2001 al 25 gennaio 2002 sul canale televisivo Canal 13. Prodotta da Pol-ka Producciones, ha come protagonisti Dady Brieva, Andrea del Boca, Alberto Martín e Raúl Taibo. Oltre che in Argentina è stata trasmessa in Russia.
La sitcom e i suoi attori hanno ricevuto alcuni premi e nomination al Premio Martín Fierro del 2001. I premiati oltre alla sitcom sono stati: Andrea del Boca, Dady Brieva, Rita Cortese, Alberto Martín e Matías del Pozzo. Invece hanno ricevuto una nomination gli attori Carola Reyna, Dolores Fonzi, Favio Posca e Jimena Barón.